# Big Basta
Big Basta, właściwie Gerald Xhari (ur. 1 lipca 1986 w Tiranie) - albański raper.

## Życiorys
Gerald Xhari rozpoczął karierę muzyczną w 2003 roku. Ukończył studia z zakresu socjologii na Uniwersytecie w Tiranie.
W latach 2006, 2007 i 2011 i 2012 wziął udział w festiwalu muzycznym Kënga Magjike.

## Dyskografia[1]

### Albumy
| Rok  | Album          |
| ---- | -------------- |
| 2010 | N'laborator    |
| 2012 | Radio and club |

### Teledyski
| Rok  | Teledysk              |
| ---- | --------------------- |
| 2010 | Gezuar vitin e ri     |
| 2011 | Start                 |
| 2011 | Muzikes sime          |
| 2012 | Prane njeti tjetrit   |
| 2013 | Gangsta               |
| 2013 | Kenga jote            |
| 2013 | Nuk do flejme         |
| 2014 | Mbylle gojen          |
| 2016 | M'vini onash          |
| 2016 | Inna di dance (Remix) |
| 2017 | Kastro zizo           |
| 2017 | What's my name        |
| 2017 | Ti je tu e pa         |

## Życie prywatne
Jest żonaty z kosowską piosenkarką Vesą Lumą, z którą ma syna.